# Ernesto Vila
Ernesto Vila (Montevideo, 28 de junio de 1936- Montevideo, 20 de agosto de 2025) fue un artista visual uruguayo.

## Biografía
Fue alumno de José Gurvich y Guillermo Fernández en el Taller Torres García. Junto con Clara Scremini y Héctor Vilche, también alumnos de Gurvich, formó el grupo Taller Montevideo, con los que viajó a Europa en 1966 y realizaron grandes instalaciones y murales cinéticos en España, Francia, Italia e Inglaterra, y participaron en la Bienal de París de 1969.
Regresó a Uruguay en 1970. Entre 1972 y 1978, el régimen de la dictadura cívico-militar de su país lo mantuvo en prisión por causas políticas. En 1980 se instaló en París donde vivió 6 años y medio para luego regresar nuevamente a Uruguay. 
Desde 1991 se desempeñó como curador del Museo Torres García, del Centro Cultural de Maldonado y del Museo Sívori.
En 2003 recibió el Premio Figari del Banco Central del Uruguay en reconocimiento a su trayectoria artística. En 2007 representó a su país en la Bienal de Venecia.

## Obra
En la obra de Vila la experiencia de la reclusión durante la dictadura y su exilio parisino se hace visible en series con rostros velados e inasibles, que se evaporan y a la vez materializan delante de los ojos del espectador, transmitiendo las dolorosas experiencias vividas por el artista en carne propia.
En las series siguientes cambia la forma de enfocar la temática incorporando papeles con cortes, rasgaduras y pliegues, liberando las formas y avanzando en la espacialidad, hacia la libertad.

### Bienales
- 1970  VI Bienal de Jóvenes de París, 35 Bienal de Venecia, Festival de Ravinia en Chicago
- 1989 Bienal de Cuenca, Ecuador
- 1997 VI Bienal de La Habana
- 2003 4.ª. Bienal del Mercosur
- 2007 Bienal de Venecia

### Premios
- 1985 VI Salón d’Art de la Ville Nouvelle d’Evry (Francia).
- 1986 XXXIV Salón Municipal de Artes Plásticas (Montevideo), Galería Kart de París (Francia), Galería Worposwede de Bonn (Alemania).
- 1987 1.er. Premio Salón Vincent Van Gogh (Montevideo, Uruguay).
- 1988 Premio Adquisición en el XXXVI Salón Municipal (Montevideo, Uruguay).
- 1990 Museum of Modern Art of Latin America en Washington D.C., Spanish Senior Center, Washington D. C.
- 1997 Beca Guggenheim
- 2009 Premio Figari